# Randaberg
Randaberg est une kommune de Norvège. Elle est située dans le comté de Rogaland.

## Personnalités liées à la commune
- Iselin Nybø (1981-), femme politique norvégienne